# Kerk van Sondel
De Kerk van Sondel is een kerkgebouw in Sondel in de Nederlandse provincie Friesland. Het kerkgebouw is een rijksmonument.

## Beschrijving
De zaalkerk uit 1870, op de fundamenten van een oudere kerk, heeft aan de oostzijde een geveltoren die bekleed is met zink. Luidklok uit de 14e eeuw. Tot de kerkinventaris behoort een overhuifde herenbank en een preekstoel (17e eeuw). Het orgel uit 1897 is gemaakt door Bakker & Timmenga. Op de orgelbalustrade staat:Ter nagedachtenis van vrouwe Octavia Cornelia Suzanne van Swinderen. Weduwe van C. Star Numan, getrouwd met een telg uit het geslacht Numan. De kerk wordt ook De Haven genoemd. In 2010 werd de windhaan van de ingesnoerde naaldspits gehaald. In 2015 werd de toren vervangen.

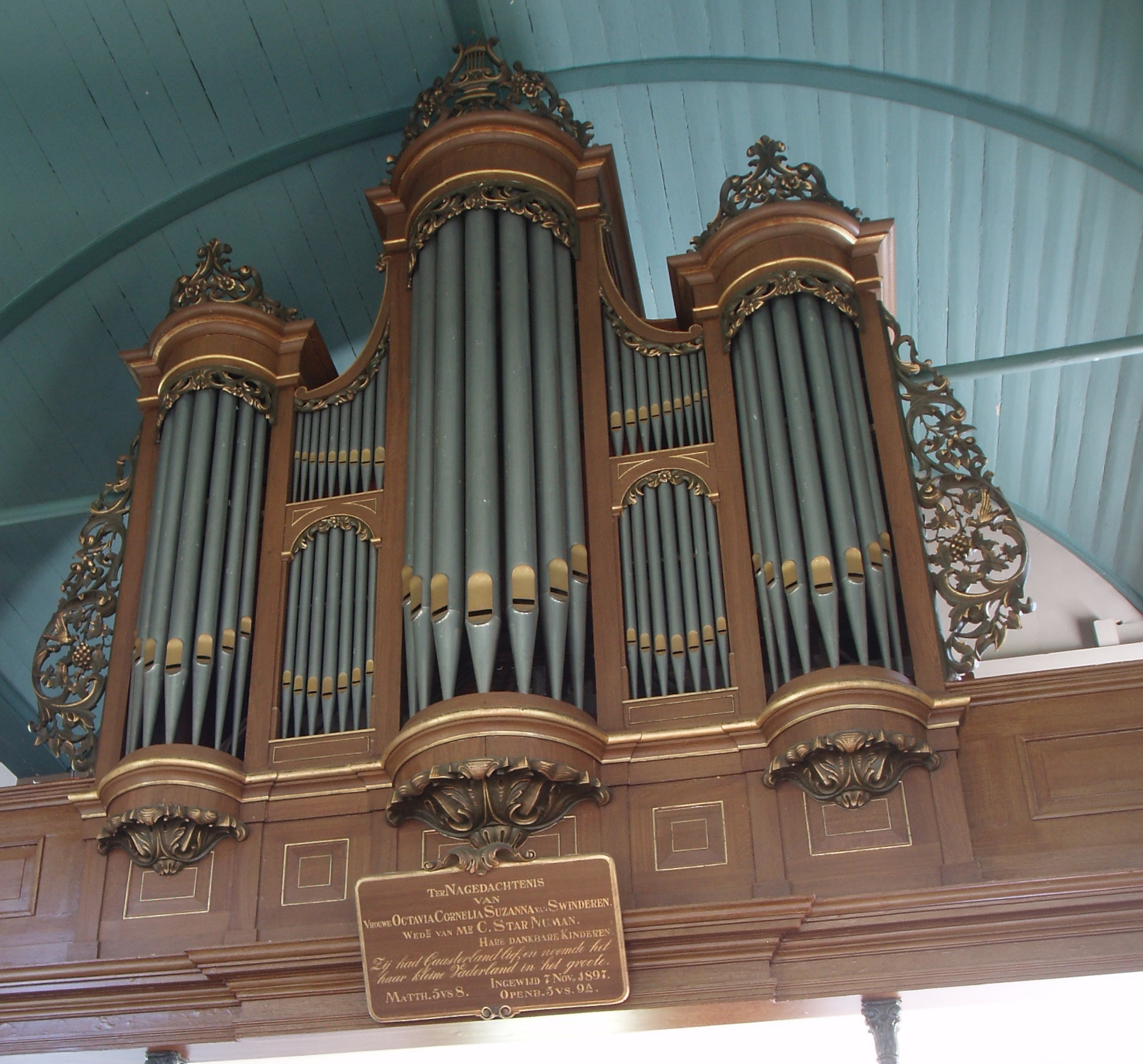
Orgel (2008)